# Aubvillers
Aubvillers (picardisch: Aubvilé) ist eine nordfranzösische Gemeinde mit 167 Einwohnern (Stand 1. Januar 2022) im Département Somme in der Region Hauts-de-France. Die Gemeinde liegt im Arrondissement Montdidier, ist Teil der Communauté de communes Avre Luce Noye und gehört zum Kanton Ailly-sur-Noye.

## Geographie
Die im Westen von Trockentälern begrenzte Gemeinde liegt rund 8,5 km südlich von Moreuil an der Départementsstraße D84. Zu Aubvillers gehört das Gehöft Fourchon.

## Geschichte
1472 lagerte Karl der Kühne in Aubvillers.
Die Gemeinde erhielt als Auszeichnung das Croix de guerre 1914–1918.

## Einwohner
| 1962 | 1968 | 1975 | 1982 | 1990 | 1999 | 2006 | 2010 |
| ---- | ---- | ---- | ---- | ---- | ---- | ---- | ---- |
| 115  | 114  | 101  | 102  | 95   | 96   | 113  | 131  |

## Verwaltung
Bürgermeister (maire) ist seit 2001 Henri Derly.

## Sehenswürdigkeiten
- Chapelle de la Vierge von 1927 mit einem Glasfenster des hl. Heinrich.